# Grou-siberiano
O grou-siberiano (Leucogeranus leucogeranus) é uma ave gruiforme da família Gruidae.
Esta espécie distribui-se por uma área restrita da Sibéria.